# ブランディア
ブランディア (Brandear) は、「眠っているブランドをハッピーに変える」をモットーに、株式会社デファクトスタンダードが運営するブランド品の宅配買取サービスの名称。サービス名の由来は「brand(ブランド品)」＋「dear(親しい)」を組み合わせた造語。旧サービス名称はブランドキング。延べ利用者数が2019年7月をもって300万人を突破した。

## 概要
顧客から買い取ったブランド品を同社運営のブランディア オークションや、ヤフーオークション・楽天オークション・モバオク・eBayで販売しているのが特徴。ヤフーオークションでは、2009年から9年連続でヤフオク!年間ベストストア総合賞を受賞している。買い取り対象となるものは有名なハイブランドだけでなく、セカンドブランドやカジュアルブランドまで、幅広い取り扱いをしているのが強み。社会貢献活動にも努めており、2014年7月には洋服の寄付数（129,302点）でギネス世界記録を達成。現在も顧客からのランドセルの寄付を期間限定で受け付ける企画の第7弾など、無駄を出さないシステム作りで人と地球にやさしい循環型社会の構築を目指している。
ラジオリスナーを対象とした『ラジオブランディア』を、2008年11月からニッポン放送と、2009年5月からラジオ関西・ZIP-FM・FM802と提携して展開。CMは局ごとに異なる。

## テレビ番組
『ブランディア うれしいことふやそう!』は、日本テレビ系列局を中心に放送された同サイトの関連番組で、日本海テレビ（ノンクレジット扱い）とavex&eastが制作を担当。ゲストとのトークをメインに据えながらも、出演者たちの私物の査定と音楽情報の紹介も行うトーク番組として放送された。制作局の日本海テレビでは2010年4月6日から2011年9月27日まで放送された。

### MC
- 菜々緒
- 南條有香（ - 2010年9月）
- 福長優（ - 2011年3月）
- 吉田セイラ（2010年10月 - ）
- 西田有沙（2011年4月 - ）

### 放送局
| 放送対象地域   | 放送局                   | 系列           | 放送日時 | 備考   |
| -------------- | ------------------------ | -------------- | --- | ------ |
| 鳥取県・島根県 | 日本海テレビ (NKT)       | 日本テレビ系列 | 火曜 25時04分 - 25時34分 | 製作局 |
| 北海道         | 札幌テレビ (STV)         | 日本テレビ系列 | 金曜 26時28分 - 26時58分 |        |
| 青森県         | 青森放送 (RAB)           | 日本テレビ系列 | 月曜 24時29分 - 24時59分 |        |
| 岩手県         | テレビ岩手 (TVI)         | 日本テレビ系列 | 水曜 24時59分 - 25時29分（2010年4月 - 2011年3月） 水曜 25時29分 - 25時59分（2011年4月 - 2011年9月）                                                    |        |
| 宮城県         | ミヤギテレビ (MMT)       | 日本テレビ系列 | 水曜 25時04分 - 25時34分（2010年4月 - 2010年12月） 水曜 25時04分 - 25時34分（2011年1月 - 2011年9月）                                                   |        |
| 秋田県         | 秋田放送 (ABS)           | 日本テレビ系列 | 火曜 25時04分 - 25時34分 |        |
| 山形県         | 山形放送 (YBC)           | 日本テレビ系列 | 火曜 25時04分 - 25時34分 |        |
| 福島県         | 福島中央テレビ (FCT)     | 日本テレビ系列 | 日曜 25時20分 - 25時50分 |        |
| 山梨県         | 山梨放送 (YBS)           | 日本テレビ系列 | 月曜 24時29分 - 24時59分（2010年4月 - 2011年3月） 月曜 24時59分 - 25時29分（2011年4月 - 2011年10月）                                                   |        |
| 新潟県         | テレビ新潟 (TeNY)        | 日本テレビ系列 | 水曜 25時29分 - 25時59分（2010年4月 - 2011年3月） |        |
| 長野県         | テレビ信州 (TSB)         | 日本テレビ系列 | 火曜 24時59分 - 25時29分（2010年4月 - 2010年9月） 月曜 25時04分 - 25時34分（2010年10月 - 2011年10月）                                                  |        |
| 静岡県         | 静岡第一テレビ (SDT)     | 日本テレビ系列 | 火曜 25時59分 - 26時29分（2010年4月 - 2010年9月） 火曜 26時04分 - 26時34分（2010年10月 - 2011年3月） 火曜 26時09分 - 26時39分（2011年4月 - 2011年9月） |        |
| 富山県         | 北日本放送 (KNB)         | 日本テレビ系列 | 火曜 25時25分 - 25時55分（2010年4月 - 2011年2月） 火曜 25時30分 - 26時00分（2011年3月 - 2011年9月）                                                    |        |
| 石川県         | テレビ金沢 (KTK)         | 日本テレビ系列 | 日曜 25時26分 - 25時56分 |        |
| 福井県         | 福井放送 (FBC)           | 日本テレビ系列 | 火曜 25時00分 - 25時31分 |        |
| 広島県         | 広島テレビ (HTV)         | 日本テレビ系列 | 土曜 26時00分 - 26時30分（2010年4月 - 2010年9月） |        |
| 山口県         | 山口放送 (KRY)           | 日本テレビ系列 | 月曜 24時59分 - 25時29分 |        |
| 香川県・岡山県 | 西日本放送 (RNC)         | 日本テレビ系列 | 土曜 26時05分 - 26時35分（2010年4月 - 2010年12月） 土曜 25時50分 - 26時20分（2011年1月 - 2011年9月） 土曜 26時25分 - 26時55分（2011年10月）            |        |
| 愛媛県         | 南海放送 (RNB)           | 日本テレビ系列 | 火曜 25時05分 - 25時35分 |        |
| 高知県         | 高知放送 (RKC)           | 日本テレビ系列 | 木曜 25時33分 - 26時03分 |        |
| 福岡県         | 福岡放送 (FBS)           | 日本テレビ系列 | 水曜 25時39分 - 26時09分（2010年4月 - 2010年9月） 水曜 25時44分 - 26時14分（2010年10月 - 2011年9月）                                                   |        |
| 長崎県         | 長崎国際テレビ (NIB)     | 日本テレビ系列 | 水曜 24時59分 - 25時29分（2010年4月 - 2011年2月） 水曜 25時04分 - 25時34分（2011年3月 - 2011年7月） 水曜 25時09分 - 25時39分（2011年7月 - 2011年9月）  |        |
| 熊本県         | くまもと県民テレビ (KKT) | 日本テレビ系列 | 火曜 25時09分 - 25時39分（2010年4月 - 2010年9月） 火曜 25時15分 - 25時45分（2010年10月 - 2011年9月）                                                   |        |
| 鹿児島県       | 鹿児島読売テレビ (KYT)   | 日本テレビ系列 | 日曜 25時20分 - 25時50分 |        |
| 宮崎県         | 宮崎放送 (MRT)           | TBS系列        | 土曜 25時43分 - 26時09分 |        |
| 中京広域圏     | 名古屋テレビ (NBN)       | テレビ朝日系列 | 金曜 26時54分 - 27時24分 |        |
| 大分県         | 大分朝日放送 (OAB)       | テレビ朝日系列 | 火曜 25時50分 - 26時20分 |        |
| 東京都         | TOKYO MX (MX)            | 独立局         | 金曜 28時00分 - 28時30分 |        |
| 兵庫県         | サンテレビ (SUN)         | 独立局         | 木曜 18時30分 - 19時00分（2010年4月 - 2011年3月） |        |

## 提供番組
- 火曜ドラマ（TBS、2019年10月 - 2020年3月。日産自動車から引き継いだ。後任はNTTソルマーレ→アウディ→キリンビール→大正製薬。）
- アッコにおまかせ!（TBS）
- ワイド!スクランブル（テレビ朝日）